# Paymogo
Paymogo è un comune spagnolo di 1 327 abitanti situato nella comunità autonoma dell'Andalusia.

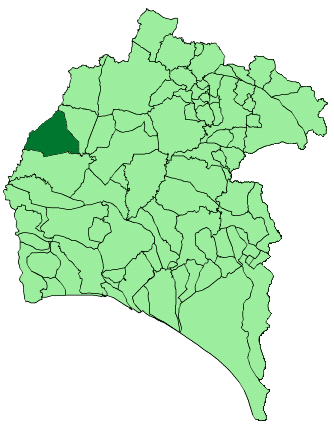
Mappa del comune nella provincia

## Geografia fisica
Il fiume Chanza segna il confine tra questo comune ed il Portogallo.